# 911
| Calendário gregoriano                                                        | 911 CMXI                                              |
| Ab urbe condita                                                              | 1664                                                  |
| Calendário arménio                                                           | 360 – 361                                             |
| Calendário bahá'í                                                            | -933 – -932                                           |
| Calendário budista                                                           | 1455                                                  |
| Calendário chinês                                                            | 3607 – 3608 Início a 2 de fevereiro (aproximadamente) |
| Calendário copta                                                             | 627 – 628                                             |
| Calendário etíope                                                            | 903 – 904                                             |
| Calendários hindus - Vikram Samvat - Calendário nacional indiano - Cáli Iuga | 966 – 967 832 – 833 4011 – 4012                       |
| Calendário Holoceno                                                          | 10911                                                 |
| Calendário islâmico                                                          | 298 – 299                                             |
| Calendário judaico                                                           | 4671 – 4672                                           |
| Calendário persa                                                             | 289 – 290                                             |
| Calendário rúnico                                                            | 1161                                                  |
| Calendário solar tailandês                                                   | 1454                                                  |

911 (CMXI, na numeração romana) foi um ano comum do século X do Calendário Juliano, da Era de Cristo, teve início a uma terça-feira e terminou também a uma terça-feira e a sua letra dominical foi F (52 semanas).
No território que viria a ser o reino de Portugal estava em vigor a Era de César que já contava 949 anos.
| Ano completo                       |
| ---------------------------------- |
| Ano comum com início à terça-feira |

## Eventos
- Tratado de Saint-Clair-sur-Epte: criação do Ducado da Normandia, quando o líder viquingue Rolão recebe do rei franco do Ocidente o controle do vale do Baixo Sena, tornando-se duque.
- Árias Mendes de Coimbra ou Arias Mendes (874 - 924) recebe o título de conde de Emínio, Actual cidade de Coimbra.
- O Papa Anastácio III sucede ao Papa Sérgio III, falecido a 14 de abril.
- Suniário I, é nomeado conde de Barcelona.
- (outono) - Uma grande força militar bizantina comandada por Himério tenta reconquistar o Emirado de Creta, mas retira-se ao fim de vários meses de cerco à capital Chandax. A frota bizantina em retirada acabaria destruída no ano seguinte numa batalha ao largo de Quios, por uma frota combinada de cretenses e sírios comandada por Leão de Trípoli e Damião de Tarso.

## Nascimentos
- Helena Lecapena, Imperatriz bizantina, filha de Romano I Lecapeno e esposa de Constantino VII Porfirogênito (m. 961).

## Mortes
- 14 de Abril - Papa Sérgio III.
- Vifredo II Borrell, Conde de Barcelona.
- 20 ou 24 de setembro - Luís IV de Alemanha (n. 893).